# Вільям Рассел, 1-й герцог Бедфорд
Вільям Рассел (англ. William Russell; 1616 — 7 вересня 1700) — військовий та політичний діяч Англійського королівства, герцог Бедфорд, лорд Англії.

## Життєпис
Походив з аристократичного роду Расселів з Дорсету. Син Френсіса Рассела, 4-го графа Бедфорд, та представниці баронського роду Кетрін Бриджес. Народився 1616 року. Здобув освіту в Магдален-коледжі Оксфордського університету. У 1635 році поїхав до Мадрида, де сподівався вивчити іспанську мову. Він повернувся до липня 1637 року, після чого уклав шлюб з єдиною спадкоємицею Роберта Карра, графа Сомерсет (фаворита короля Якова I).
У квітні 1640 року обирається від Тавістока (графство Девон) членом так званого «короткого парламенту». У листопаді 1640 року був переобраний депутатом від Тавістока в довгому парламенті. За прикладом батька у 1641 році став на бік парламенту в конфлікті з королем. У травні того ж року після смерті батька від віспи успадкував його титул та маєтності. 1642 року з початком громадянської війни призначається парламентом лордом-лейтенантом Девона і лордом-лейтенантом Сомерсета. У липні того ж року отримує звання генерала кавалерії. За цим виступив до Західної Англії, проти очільника роялістів Вільяма Сеймура, маркіза Гертфорда. Через брак дисципліни та грошей більшість військ Рассел дезертувала, тому він не домігся успіху, повернувшись до Лондона.
За цим 23 жовтня 1642 року під командуванням Роберта Девере, графа Ессекса, відзначився в битві при Еджхіллі, коли на чолі роти кірасирів увірвався до ставки короля. Лише наявність особистої охорони (гвардійців-йоменів) та джентльменів-пенсіонерів (почесних списоносців) завадила захопити синів короля, але це змусило принца Рупрехта та короля Карла I завершити переслідування парламентської кінноти на фланзі.
До літа 1643 року Бедфорд приєднався до парламентської «партії миру» на чолі з Генріхом Річем, графом Ґолланда, та Джоном Голлзом, графом Клером, яка виступала за врегулювання конфлікту з королем. Коли парламент відхилив їх ініціативи, граф Бедфорд перейшов на бік короля, приєднавшись до нього в Оксфорді. На початку осені того ж року брав участь в облозі Глостера, 20 вересня відзначився в Першій битві при Ньюбері. Але король не надав йому якихось посад та самостійного керування військами. Тому Вільям Рассел у грудні 1643 року повернувся до Лондону, де знову став підтримувати парламент. Але там йому відмовили в праві голосувати в палаті лордів. Як наслідок 1644 року відійшов від будь-яких справ, оселившись в своєму маєтку Вобурн, де перебував до реставрації Стюартів в 1660 році.
1660 року відновився в палаті лордів, ставши лідером пресвітеріанської фракції. Вільям Рассел ніс скіпетр під час коронації Карла II у 1661 році. 1671 року призначається губернатором Плімута. 1672 року стає кавалером Ордену Підв'язки. У 1673 році отримав посаду співуповноваженого канцелярії графа-маршала. 1675 року через підтримку пресвітеріан було арештовано його дружину. З цього часу підтримував опозицію та вігів у протистоянні з королем.
1683 року сина Рассела — Вільяма-молодшого — за участь у змові Рю-Хауза (спрямований на повалення короля) було страчено. Після цього відійшов від справ, оселившись в своєму маєтку. Повернувся до Лондону після Славетної революції та сходження на трон Вільгельма Оранського у 1688 році. Невдовзі стає членом Таємної ради. 1689 року призначається реєстратором (суддею) Кембриджу. Того ж року призначається лорд-лейтенантом Кембриджширу, та Бедфордширу, 1692 року — Мідлесексу. 11 травня 1694 року стає герцогом Бедфордом і маркізом Тавісток, 13 червня 1695 року — бароном Хоулендом зі Стрітема.
Помер 1700 року у Бедфорд-Хаусі (Лондон), був похований 17 вересня в Бедфордській каплиці в церкві Святого Михайла в Ченісі (Бекінгемшир). Його титули герцога і маркіза успадкував онук Різлі від старшого сина Френсіса.

## Родина
Дружина — Анна, донька Роберта Карра, графа Сомерсет
Діти:
- Френсіс (1638—1678)
- Вільям (1639—1683)
- Джон (помер у дитинстві)
- Едвард (1643—1714)
- Роберт (бл. 1645—бл. 1703)
- Анна (бл. 1650—1657)
- Джеймс (бл. 1651—1712)
- Джордж (бл. 1652—1692)
- Діана (1652—1701), дружина: 1) Гревілла Верні, 9-го барона Віллоубі де Брука; 2) Вільяма Алінгтона, 3-го барона Алінгтона з Кілларда
- Катерина (померла замолоду)
- Маргарет (1656—бл. 1702) дружина Едварда Рассела, 1-го графа Орфорда